# مع حبي وأشواقي (فلم)
مع حبي وأشواقي فيلم مصري تم إنتاجه عام 1977، من إخراج هنري بركات وبطولة محمود عبد العزيز وسهير رمزي.

## تمثيل
- محمود عبد العزيز
- سهير رمزي
- حسن مصطفى
- سعيد عبد الغني
- يوسف فخر الدين